# 利光丈平
利光 丈平（としみつ じょうへい、1871年（明治4年）8月 - 1934年（昭和9年）12月24日）は、日本の実業家。京王電気軌道社長。京成電気軌道常務取締役。渡良瀬水電取締役。

## 経歴
大分県大分郡稙田村（現・大分市）出身。利光綾太郎の二男。日本大学を経て1893年、明治法律学校（現・明治大学）卒業。1899年、米国に航し、南加州大学に入り、国際公法を専攻した。
1907年、帰国。東京市役所に奉職し、勧業課主事を務めたが1910年、これを辞し京王電気会社の創立に尽瘁し、その社長に推された。

## 人物
日本大学推薦校友である。
兄・吉郎方より分かれて一家を創立した。
宗教は真宗。趣味は俳句、小鳥、囲碁。東京府在籍で、住所は東京市四谷区坂町、千葉県東葛飾郡市川町字真間。

## 家族・親族
利光家
- 妻・花（1890年 - ?、東京、若林英一の妹）[4][7]
- 男（1914年 - ?）[4]
- 三男[4]
- 女・紀美代（1912年 - ?）[4]
- 二女（1917年 - ?）[4]

親戚
- 若林英一（材木商、辰見屋）[7]